# Almo Collegio Capranica

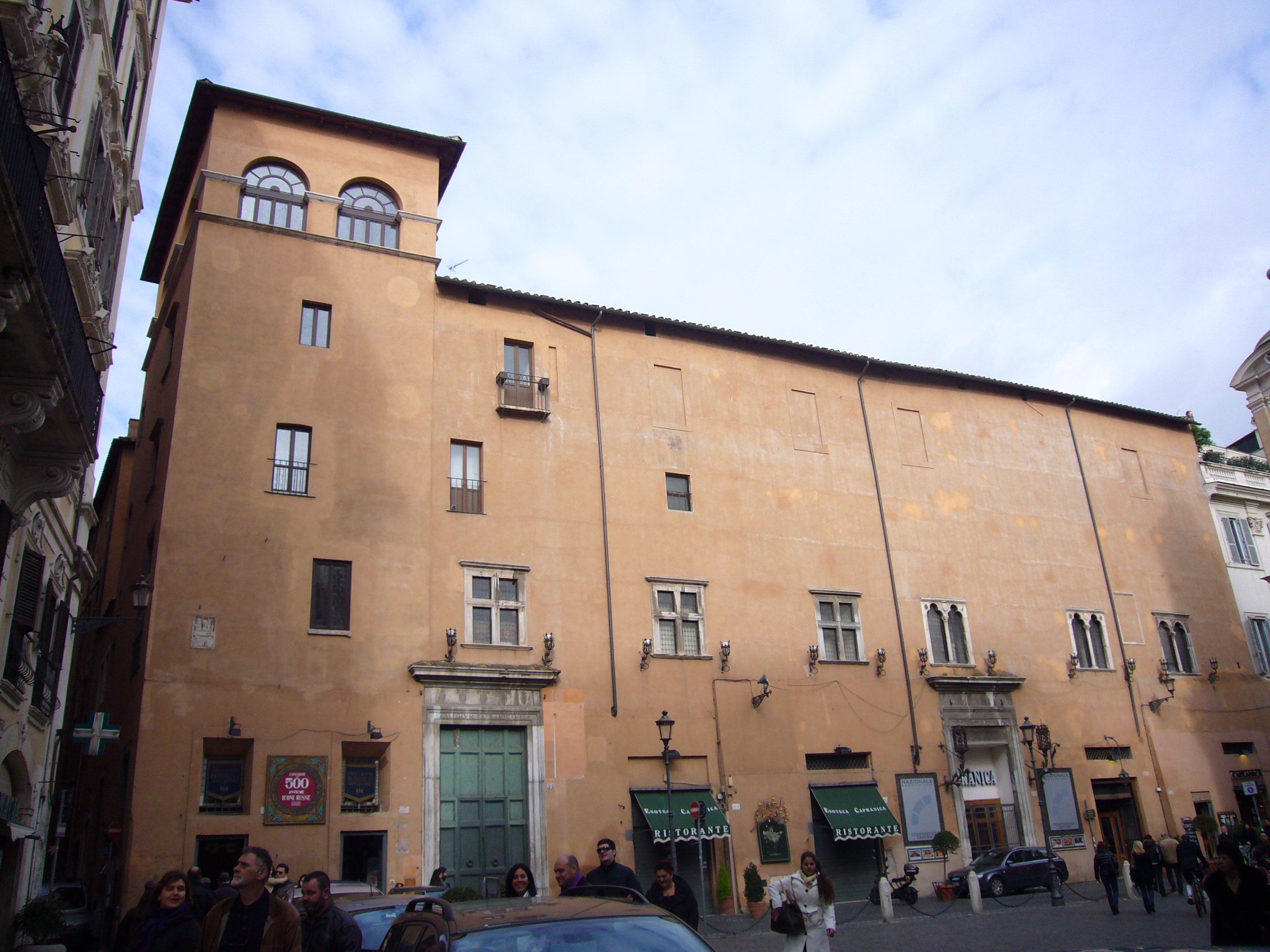
Fachada do Almo Collegio Capranica

O Almo Collegio Capranica (em latim: Almum Collegium Capranicense) ou Collegio Capranica é o mais antigo colégio pontifício (ou seja, o grande seminário) de Roma. Funciona no Palazzo Capranica.
Depende diretamente da Santa Sé, por meio de uma Comissão Episcopal e do Reitor, todos por nomeação pontifícia. 

## História
Foi fundado pelo cardeal Domenico Capranica em 1457. O título de "venerável" foi conferido ao colégio após o saque de Roma pelas tropas de Carlos V comandadas pelo condestável de Bourbon em 1527, em reconhecimento à oblação dos seminaristas pela defesa do Papa e por sua bravura em defender a Porta do Espírito Santo (Porta Santo Spirito). Está sob o padroado de Santa Inês.

## Missão
Tem por missão que os alunos, antes e depois da ordenação, façam um caminho integral para o seu amadurecimento humano, espiritual, intelectual e pastoral, em vista do sacerdócio ministerial, em uma Igreja com sacramento de comunhão e unidade, em missão de comunicar a alegria do Evangelho.

## Protetores
- Michele Bonelli (1592-1598)
- Pompeo Arrigoni (1600-1616)
- Tiberio Muti (1616-1636)
- Antonio Barberini (1644-1661)
- Francesco Maria Pignatelli (1806-1815)
- Bartolomeo Pacca (1815-1844)
- Ludovico Micara (1845-1847)
- Lodovico Altieri (1848-1867)
- Costantino Patrizi Naro (1868-1876)
- Raffaele Monaco La Valletta (1878-1896)
- Mariano Rampolla del Tindaro (1896-1913)
- Serafino Vannutelli (1914-1915)
- Aristide Rinaldini (1915-1920)
- Vincenzo Vannutelli (1920-1930)
- Gaetano Bisleti (1930-1937)
- Francesco Marchetti Selvaggiani (1937-1951)
- Nicola Canali (1951-1961)
- Clemente Micara (1961-1965)
- Benedetto Aloisi Masella (1965-1970)

## Presidentes
- Luigi Traglia (1971-1977)
- Sergio Pignedoli (1977-1980)
- Sebastiano Baggio (1980-1993)
- Camillo Ruini (1993-2009)
- Renato Raffaele Martino (2009-2016)
- Paolo Romeo (2016-2019)
- Angelo De Donatis (desde 2019)

## Reitores
- Giuseppe Maria Coselli (1896-1911)
- Alfonso Carinci (1911-1930)
- Cesare Federici (1930-1964)
- Franco Gualdrini (1964-1983)
- Luciano Pacomio (1983-1997)
- Michele Pennisi (1997-2002)
- Alfredo Abbondi (2002-2004)
- Ermenegildo Manicardi (2004-2019)
- Riccardo Battocchio[3] (desde 2019)